# Autobuses urbanos de Vélez-Málaga
Los autobuses urbanos de Vélez-Málaga son el servicio de transporte urbano del municipio de Vélez-Málaga (provincia de Málaga, España). Están gestionados por la empresa Alsa, mediante la filial Alsa City. La misma empresa se encarga del transporte de pasajeros en autobús entre Vélez-Málaga y otras localidades vecinas de la comarca de la Axarquía. El servicio está compuesto por cinco líneas y el servicio búho que opera exclusivamente los sábados por la noche entre Vélez y Torre del Mar. La frecuencia de cada línea varía, dependiendo de la hora y el día del servicio, aunque generalmente suelen tener una frecuencia de media hora.

## Líneas
| Línea | Trayecto                                       | Primer autobús          | último autobús           |
| ----- | ---------------------------------------------- | ----------------------- | ------------------------ |
| 1     | Vélez Málaga – Torre del Mar                   | 7:15 ida / 6:45 vuelta  | 22:20 ida / 21:40 vuelta |
| 2     | Vélez Málaga – Torre del Mar - Almayate        | 7:15 ida / 7:45 vuelta  | 21:00 ida / 22:00 vuelta |
| 3     | Vélez Málaga – Torre del Mar - Caleta de Vélez | 8:00 ida / 8:45 vuelta  | 22:00 ida / 21:00 vuelta |
| Búho  | Vélez Málaga - Torre del Mar                   | 00:00 ida / 0:30 vuelta | 4:00 ida / 4:30 vuelta   |